# La Creu de Colomèrs
La Creu de Colomèrs es una montaña que se encuentra en el límite de los términos municipales del Valle de Bohí (Alta Ribagorza) y Alto Arán (Valle de Aran), dentro del Parque nacional de Aiguas Tortas y Lago de San Mauricio, en la provincia de Lérida (España).
El pico, a una altitud de 2894,9 metros, se levanta en el punto de intersección de las crestas que delimitan el Valle de Colieto (O), el Valle de Contraix (S) y el Circo de Colomèrs (NE); con la Tuqueta deth Pòrt al norte; el Pico de l'Estany de Contraix, su cumbre gemela, al oeste; y el Pico Oriental, al este.
Otros picos destacables en lo alto del Circo de Colomèrs son el Tuc Blanc (2878 m) o Gran Tuc de Colomers (2933 m) 

## Rutas
Dos son las alternativas principales:
- Por el Valle de Colieto, desde el Refugio Joan Ventosa y Calvell: abandonando la vaguada del valle al sur del Bony de los Estanyets de Colieto y siguiendo dirección este, hasta encontrar l'Estany Tort de Colieto, y buscar finalmente la cumbre en el este-sudeste.
- Por el Valle de Contraix, desde el Refugio de Estanque Llong: abandonando el camino principal en l'Estany de Contraix, bordeándolo por levante y buscando la collada situada al este del pico.